# Traktorni
Traktorni (en rus: Тракторный) és un poble (un possiólok) de l'óblast de Saràtov, a Rússia, segons el cens del 2010 tenia 350 habitants. Pertany al districte municipal de Petrovsk.